# Друга битка код Полоцка
Битка код Полоцка вођена је 18-19. октобра 1812. године између француске и руске војске. Део је Наполеонове инвазије на Русију, а завршена је руском победом.

## Битка
Витгенштајнове снаге су, након првог пораза код Полоцка, појачане тако да су на почетку октобра бројале око 40.000 људи. Французима је, због болести и губитака у првој бици, остало око 24.000 људи. Витгенштајн је са главним снагама кренуо десном обалом Двине према Полоцку и 18. октобра са четири колоне избио пред град. Истовремено, левом обалом Двине наступао је генерал Штејнгељ са 5000 Руса. Лорен Гувион Сен-Сир је одлучио да прими битку на десној обали те је посео десну обалу Полоте и међупростор између Полоте и Двине. Руси су 18. октобра подишли Полоти, а следећег дана образовали полукруг око противника и припремали се за напад. Пошто је сазнао за приближавање Штејнгељових снага, Гувион је ојачао своју коњицу и њоме одбацио Штејнгељова појачања. Након пада мрака, француски 2. и 6. корпус започели су повлачење ка Полоцку, али су Руси то приметили и прешли у напад. Борбом на бајонет, избацили су противника из града.